# Józef Hłasko (kapitan)

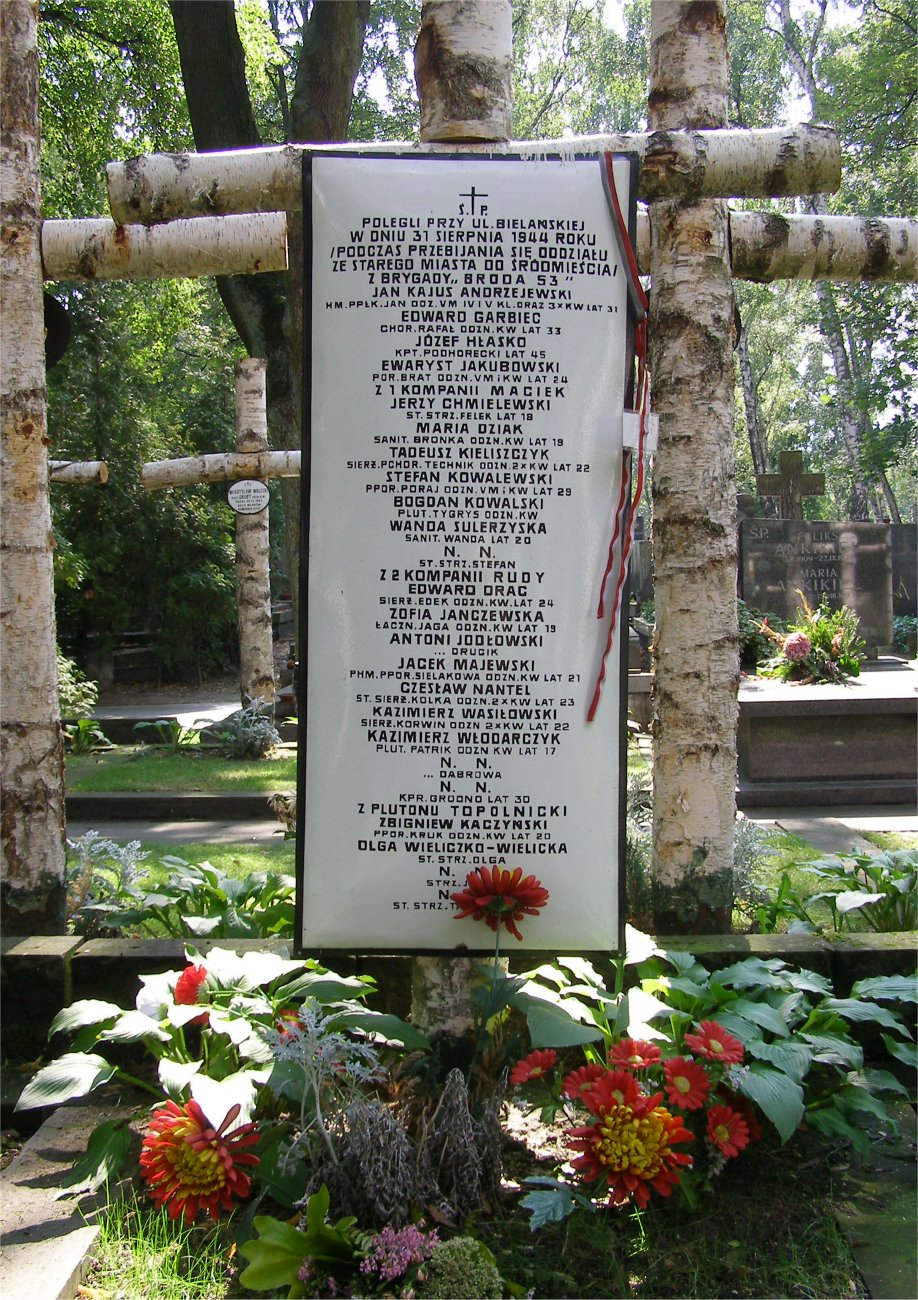
Powązki Wojskowe – polegli przy ul. Bielańskiej 31 sierpnia 1944

Józef Hłasko ps. „Podhorecki” (ur. 16 maja 1900 Warszawie, zm. 31 sierpnia 1944 w Warszawie) – kapitan artylerii Wojska Polskiego.

## Życiorys
Pochodził ze szlacheckiej rodziny, pieczętującej się herbem Leliwa. Był synem Józefa Henryka Feliksa Hłaski, zmarłego w 1922 roku komendanta Warszawskiej Straży Pożarnej, i Romany z domu Hłasko. Rodzice Józefa byli ze sobą blisko spokrewnieni – Józef Henryk był bratem ojca Romany. Jednak udało im się uzyskać papieską dyspensę na zawarcie małżeństwa. Józef miał dwóch braci – Macieja i Wawrzyńca oraz dwie siostry – Marię i Annę.
3 maja 1922 roku został zweryfikowany w stopniu podporucznika ze starszeństwem z dniem 1 maja 1921 roku i 2. lokatą w korpusie oficerów administracji, dział kontroli administracji, a jego oddziałem macierzystym była Wojskowa Kontrola Generalna. Na stopień porucznika został mianowany ze starszeństwem z dniem 1 maja 1923 roku i 2. lokatą w korpusie oficerów administracji, grupa kontroli administracji. W 1923 roku pełnił służbę w Oddziale Kontroli Wykonania Budżetu Wojskowej Kontroli Generalnej w Warszawie, a w następnym roku w Oddziale Kontroli Następnej Wojskowej Kontroli Generalnej. Później został przeniesiony do korpusu oficerów artylerii i przydzielony do 1 pułku artylerii ciężkiej w Modlinie. Był autorem wydanego w 1929 roku Zarysu historii Wojennej 1-go Pułku Artylerii Ciężkiej, jednego z zeszytów serii: Zarys historii wojennej pułków polskich 1918–1920. Na stopień kapitana został mianowany ze starszeństwem z 19 marca 1937 i 27. lokatą w korpusie oficerów artylerii. W latach 1938–1939 był słuchaczem Szkoły Uzbrojenia w Warszawie, pozostając w ewidencji macierzystego 1 pac.
W czasie powstania warszawskiego walczył w poczcie dowódcy Brygady Dywersji „Broda 53” na stanowisku oficera do zleceń specjalnych . Poległ w nocy 31. dnia powstania warszawskiego przy ul. Bielańskiej, gdy wraz z innymi żołnierzami oddziału przebijał się do Śródmieścia . Polegli wtedy także Ewaryst Jakubowski, Jan Kajus Andrzejewski, Czesław Nantel, Stefan Kowalewski. Pochowany na Cmentarzu Wojskowym na Powązkach w Warszawie (kwatera A20-5-13).
Był jednym z pierwowzorów postaci Wuja Józefa, bohatera Sowy, córki piekarza autorstwa Marka Hłaski, bratanka Józefa.